# Trường Lạc, Phúc Châu
Trường Lạc (tiếng Trung: 长乐区, Hán Việt: Trường Lạc khu) là một quận thuộc thành phố Phúc Châu, tỉnh Phúc Kiến, Trung Quốc. Quận này có diện tích 728 km², dân số 790,262 người (2020). Quận này giáp biển Đông Hải, nhìn ra eo biển Đài Loan. Đây là quê hương của nhà văn nổi tiếng Trung Quốc Tạ Uyển Oánh với bút danh là Băng Tâm.